# Турная (Кобринский район)
Турна́я (бел. Турная) — деревня в Кобринском районе Брестской области Белоруссии. Входит в состав Залесского сельсовета.
По данным на 1 января 2016 года население составило 32 человека в 24 домохозяйствах.

## География
Деревня расположена в 11 км к северо-востоку от города и станции Кобрин и в 57 км к востоку от Бреста, на автодороге М1 Брест-Минск.
На 2012 год площадь населённого пункта составила 0,34 км² (34 га).

## История
Населённый пункт известен с 1637 года как имение Турная (ранее, под 1563 годом, упоминается река Турна). В разное время население составляло:
- 1999 год: 47 хозяйств, 92 человека;
- 2009 год: 33 человека;
- 2016 год[2]: 24 хозяйства, 32 человека;
- 2019 год[1]: 25 человек.